# Cantón de Rodez-Norte
El cantón de Rodez-Norte era una división administrativa francesa, que estaba situada en el departamento de Aveyron y la región de Mediodía-Pirineos.

## Composición
El cantón estaba formado por dos comunas, más una fracción de la comuna que le daba su nombre:
- Onet-le-Château
- Rodez (fracción)
- Sébazac-Concourès

## Supresión del cantón de Rodez-Norte
En aplicación del Decreto nº 2014-205 de 21 de febrero de 2014, el cantón de Rodez-Norte fue suprimido el 22 de marzo de 2015 y sus 3 comunas pasaron a formar parte; una del nuevo cantón de Meseta Comtal, una del nuevo cantón de Rodez-Onet y la fracción de la comuna que le daba su nombre se unió con las demás para que, por medio de una reestructuración cantonal, fueran creados los nuevos cantones de Rodez-1, Rodez-2 y Rodez-Onet.